# Czetwertyńscy herbu własnego
Czetwertyńscy (hist. pol. Czetwertenscy) herbu własnego (Czetwertyński) – żyjący do dziś, polski ród książęcy, pochodzenia rusińskiego. Protoplastą rodu był Aleksander Czetwertyński, potomek dynastii Rurykowiczów, wymieniony w dokumencie z 1388 roku. 
Ród Czetwertyńskich wydał na świat szereg wybitnych osobistości od uczonych, duchownych i polityków, po wojskowych. Członkowie tej rodziny wielokrotnie przelewali krew w imię obrony ustroju Polski. 
Gniazdem rodu była Czetwertnia w dawnym województwie wołyńskim, położona na dzisiejszej Ukrainie.
W 2012 roku w Belgii, król Albert II uznał tytuły książęce dwóch członków dynastii Czetwertyńskich.

## Etymologia nazwiska
Czetwertyńscy wzięli swe nazwisko od Czetwertni nad Styrem, jako pierwszy księciem Czetwertyńskim zaczął tytułować się Aleksander Światopełkowicz w XIV wieku. 

## Etymologia przydomku
W XVII wieku w Rzeczypospolitej zapanował powszechny zwyczaj, przybierania sobie imion najdawniejszych przodków do członu nazwiska. Zgodnie z tym zwyczajem członkowie rodziny Czetwertyńskich zaczęli używać przydomku Światopełk, na cześć ich przodka, Światopełka.

## Pochodzenie
Czetwertyńscy są rodem książęcym (kniaziowskim), o rusińskim pochodzeniu etnicznym. Według badań genealogicznych przeprowadzonych przez Józefa Wolffa, Czetwertyńscy pochodzą od Jarosława Mądrego, wielkiego księcia kijowskiego, którego trzeci syn, książę Izajasław Turowski (zm. 1078), ożenił się w 1048 r. z Gertrudą Mieszkówną (zm. 1107) – córką Mieszka II. Ich trzecim synem był książę Światopełk (zm. 1113). Od jego najstarszego syna Jarosława (zginął w 1123 r.) wywodzi się linia książąt wołyńskich. Piąty wnuk Jarosława – Gleb (zm. 1195) był księciem Dubrowicy na Polesiu. Najstarszym synem Gleba natomiast, był książę piński Włodzimierz (zm. 1228). Od niego wywodzą się książęta Ostrogscy. Natomiast drugim synem Gleba był książę Aleksander Dubrowicki, który zginął w 1223 roku podczas bitwy nad rzeką Kałką. Od niego wywodzi się linia książąt dubrowickich, której jedną z gałęzi są książęta Czetwertyńscy. Pierwszym księciem w XV w. na Czetwertni był Aleksander (zm. 1450).
Znane są do dziś wizerunki pieczęci Czetwertyńskich tj. Iwana i Wasila Fedorowiczów z 1542 roku, a także pieczęć Hrehorego, syna Eustachego, z pierwszej połowy XVII wieku. Przypominają wyglądem godło herbu Czetwertyński II, czyli półksiężyc, gwiazdę i krzyże (lub miecze). Znaki te powtarzają się również na herbach Ostrogskich i Nieświckich. Historyk Adam Boniecki dochodzi w ten sposób do wniosku, że rody te muszą być spokrewnione.

## Historia

### Wielkie Księstwo Litewskie
Książę Aleksander, który jako pierwszy przyjął nazwisko Czetwertyński w XIV wieku, jest w historii osobą mało popularną, nie wiadomo również czyim był synem. Jednakże odnajdujemy o nim wzmiankę pod rokiem 1387, kiedy to ośmiu książąt ruskich ręczyło Władysławowi Jagielle, za Olechną Dmitrewiczem; pomiędzy nimi znajduje się właśnie książę Aleksandro Czetwertyński. Heraldycy przyznają księciu Aleksandrowi Czetwertyńskiemu trzech synów: Iwana, przezywanego mianem Pucjata, Jerzego Sokolskiego i Fedora – od którego mają już pochodzić Czetwertyńscy. Książę Aleksander, o ile z aktów sądzić można, miał tylko dwóch synów: Iwana i Michajła.

### I Rzeczpospolita
Młodszy syn księcia Aleksandra Czetwertyńskiego, Michajło, żył w połowie XV wieku, o jego istnieniu wiemy tylko z aktu pewnej darowizny, zeznanej przez jego wnuczkę, na rzecz męża.
Natomiast o starszym synu Iwanie, wiemy trochę więcej. Pozostawił po sobie trzech męskich potomków: Aleksandra, Juriego i Fedora. Książę Juri Iwanowicz Czetwertyński, otrzymał miejscowość Rohaczówek w dawnym powiecie łuckim; Aleksander Jagiellończyk potwierdził mu to nadanie w 1499 roku. Tenże książę Juri otrzymał od brata swego Aleksandra, zapis jednej trzeciej części majątku, tę darowiznę potwierdził następnie Aleksander Jagiellończyk w 1495 roku. Książę Juri był w 1502 r. starostą włodzimierskim, umarł bezdzietnie w 1503 roku. Księżna Aleksandrowa Sanguszkowa zapisała jego żonie (a swej siostrzenicy) 300 kop groszy na Zwiniaczu. Ta sama księżna zastawiła im za 40 kop groszy – podwórze zwiniackie w zamku łuckim. Sumę tę na mocy wyroku starosty łuckiego z 1504 r., nakazuje księciu Andrzejowi Sanguszce, spłacić bratu ks. Jerzego – księciu Teodorowi Iwanowiczowi.
Syn Iwana, znany szerzej jako książę Fedor Michajtowicz Czetwertyński, będąc namiestnikiem bracławskim, został wysłany w 1492 r. przez Aleksandra Jagiellończyka w poselstwie do Wołoch, z uwiadomieniem o śmierci Kazimierza Jagiellończyka. W 1494 r. pełni funkcję namiestnika dźwinogrodzkiego. Jego córka o imieniu Bogdana, żona Iwana Andrejewicza, podskarbiego dwornego, w 1524 roku zapisała mężowi swoje działy na Czetwertni, Łukomii i Wyszkowie. Akt powyższy dostarcza nam jednocześnie dowód, że książę Fedor Czetwertyński był synem księcia Michajła.
Książę Juri Czetwertyński, drugi syn ks. Michała, miał syna Wacława i dwie córki; Hannę (żonę Onoszki) i Fedkę, która była za Bohdanem Chreptowiczem. Po śmierci Iwana Chreptowicza, syna Bohdana, otworzył się w 1628 roku spadek w Czetwertni i Lutohoszczy. Podług wyroku króla Zygmunta, wydanego w 1528 r., przedstawili prawa swoje do danego spadku. Iwan Andrejewicz, podskarbi dworny, z żoną księżną Bohdaną Fedorówną Czetwertyńską, szwagrowie jego, książęta: Wasil, Fedor i Andrej Fedorowicze Czetwertyńscy i książęta: Wasil, Sołtan i Juri Michajłowicze Sokolscy z jednej strony, z drugiej zaś ziemianie łuccy: Fedor Onoszkowicz i Iwan Rusin, z trzeciej na koniec – Nastazya, córka Iwana Chreptowicza. Onoszkowicz zeznał, że dobra te spadły na niego po matce jego, a córce ks. Juriego Czetwertyńskiego. Podskarbi, Czetwertyńscy i Sokolscy wyjaśnili natomiast, że król Kazimierz Jagiellończyk wypędził z tych dóbr ojca Fedora Onoszkowicza, ponieważ Onoszko, idąc za poradą żony, pragnącej posiąść cały majątek, zabił szwagra swego, a jej brata, księcia Wacława Czetwertyńskiego. Fedka, druga siostra księcia Wacława, który w wyroku nazwanym jest bratankiem ojców występujących w tej sprawie Czetwertyńskich i Sokolskich, znajdowała się podówczas u czernic w Czetwertni, skąd ją wziął pan Bohdan Chreptowicz i poślubił, a król Kazimierz przysądził jej te dobra. Król Zygmunt natomiast przysądził, po wysłuchaniu zeznań wszystkich stron, dwie trzecie tych dóbr Czetwertyńskim, Sokolskim i podskarbiemu, a jedną trzecią oddał Nastazyi Chreptowiczównie, która je zapisała swemu mężowi, Wasilowi Czaplicowi. W wyroku tym, książę Fedor Michajłowicz Czetwertyński, nazwany księciem wyszkowskim od Wyszkowa, część którego posiadał. Z aktu tego widoczne, że Sokolscy stanowią jeden dom z Czetwertyńskimi. Bliskość Sokola od Czetwertni potwierdza ten fakt. Herbu Sokolskich nie znamy. Książę Michał Aleksandrowicz Czetwertyński, oprócz Fedora i Juriego, miał jeszcze syna Michajła, który się już Sokolskim przezwał.
Wspomniany wyżej książę Fedor Michajłowicz Czetwertyński, świadczy na wyroku starosty łuckiego, Piotra Janowicza, wydanym w 1488 r. w sprawie Kierdeja i 1494 r. w Łucku. W 1537 r. sprzedał Iwan Waśkowicz Belikowicz Kozłowo, w dawnym powiecie włodzimierskim, które ojciec jego nabył od ks. Fedora Czetwertyńskiego.
Książę Fedor Michajłowicz pozostawił czterech synów: Wasila, Semena, Fedora i Andreja, oraz córkę Bohdane, żonę Iwana Andrejewicza, podskarbiego dwornego. Przekonywa nas o tym powołany wyżej wyrok króla Zygmunta z 1528 r., dotyczący Czetwertni i Lutohoszczy.
Książę Semen Fedorowicz, świadek przy sprzedaży Pliskowa w 1510 roku, widocznie w czasie wydania wyroku z 1528 r. już nie żył.
W 1512 r. wymieniono książąt: Wasila i Fedora Fedorowiczów Czetwertyńskich, jako świadków, na zapisie Sanguszków.
Książę Wasil Fedorowicz Czetwertyński, dworzanin królewski, został wprowadzony do Zubowiec w 1504 roku; dał on księciu zasławskiemu w 1514 r. powyższą wieś, za co od niego otrzymał dwór malinowski i tatarynowski. Król Zygmunt potwierdził mu w 1532 roku nadanie Tylawki, w powiecie krzemienieckim, a w 1534 r. był książę Wasil sędzią, w sprawie książąt Lubeckich z Widynickimi.
Książę Juri Michajłowicz Sokolski, niemający żony, bezdzietny, ze względu na to, że bratankowie jego źle się z nim obchodzili, gdy przeciwnie Czetwertyńscy, zawsze mu dawali dowody swej życzliwości, zapisał w 1539 r. ks. Wasilowi Fedorowiczowi Czetwertyńskiemu i synom jego, książetom: Daniłowi i Matfiejowi, jedną trzecią część dóbr swoich, które był po ojcu i matce odziedziczył. W akcie tym nazywa Sokolski Wasila Czetwertyńskiego bratem. Darowizna ta dała powód do długiego procesu z Sokolskimi, który się ciągnął przez 1540 rok. W 1541 r. król Zygmunt odroczył rozpoznanie sprawy ks. Wasila Fedorowicza i synów jego: Daniła i Matfieja, o prawo pobierania cła w Czetwertni. W 1545 roku posiadał sam książę Matfiej Czetwertyński wsie: Stożek, Antonowce i Tylawke, w dawnym powiecie krzemienieckim, które ojciec jego, książę Wasil, niegdyś od króla Zygmunta otrzymał. Widocznie, ojciec i brat Daniel, przed tym rokiem już poumierali. Książę Matfiej, komisarz królewski 1546 r., dworzanin królewski 1548 r., umarł w 1562 r., będąc sprawcą starostwa łuckiego, w czasie nieobecności ks. Bohusza Koreckiego. Książę Matfiej żonaty był z Maruchną Wańkowiczówną Łahodowską, a następnie z Eudoksyą Fedorówną Wahanowską. Z pierwszej żony syn Janusz, z drugiej córka Hanna, żona księcia Janusza Zbaraskiego, wojewody bracławskiego.
Książę Janusz procesuje w 1565 r. macochę swoją, Eudoksję, o zwrot majątków zapisanych mu przez ojca. Janusz zaślubił w 1569 r. Bogdanę Siemaszkówne; umarł w 1570 r. W tymże roku jeszcze w styczniu, kwituje go żyd Misanowicz z odbioru sumy, należącej mu się od jego teścia, Wasila Siemaszki, sędziego łuckiego, a już w czerwcu tegoż roku, układa się pozostała po nim wdowa, Bohdana z Siemaszków, z siostrą jego Hanną, o spadek po nim pozostały. Bohdana Siemaszkówna wyszła za Grzegorza Wołłowicza w 1571 roku. Po nastąpionej śmierci ks. Janusza w 1570 r., wnoszą manifest do grodu łuckiego: Aleksander i Zacharyasz Łahodowscy, meldując swoje prawa do majątku pozostałego po ich siostrze, Maruchnie Maciejowej i zaraz wkrótce następuje układ między nimi, ks. Eudoksją (wdową po ks. Macieju) i ks. Hanną, jej córką. Księżna Maciejowa posiadała w 1570 roku, w powiecie łuckim, Podrzecze, Jarowice i Antonowce z siedmioma wsiami.

### Obecnie
Książęta Czetwertyńscy żyją do dziś. Jednym z przedstawicieli rodu jest ks. Albert Światopełk-Czetwertyński, który wyjechał z Polski do Kanady w latach 60. i powrócił do kraju w 1990 r. Książę Albert wydał w 2004 r. książkę „Czetwertyńscy na wozie i pod wozem”, opisującą historię swoich rodziców i rodzeństwa, w szczególności dzieje ks. Róży, której pałacyk w warszawskich Alejach Ujazdowskich został w latach 60. zburzony przez rząd Stanów Zjednoczonych. Na miejscu pałacu powstał budynek ambasady USA, a ks. Albert złożył w nowojorskim sądzie pozew przeciwko Stanom Zjednoczonym, domagając się wypłaty odszkodowania za nieruchomość, która – zdaniem rodziny – została przejęta niesłusznie, przez prawo PRL.

## Znani członkowie rodu
Zasłużeni w historii członkowie rodu Czetwertyńskich:
- Stefan Czetwertyński-Światopełk (1577–1665) – podkomorzy bracławski, poborca wojewódzki wołyński, chorąży bracławski, poseł na sejm zwyczajny (1654).
- Eliasz Czetwertyński-Światopełk (1606–1640) – rotmistrz, weteran wszystkich kampanii wojennych w ostatnich latach panowania Zygmunta III Wazy.
- Gedeon (ok. 1634–1690) – biskup prawosławny Rosyjskiego Kościoła Prawosławnego.
- Sylwester (zm. 1728) – biskup prawosławny I Rzeczypospolitej.
- Kajetan Czetwertyński-Światopełk (ur. ok. 1730) – kasztelan lwowski (1786–1792), podkomorzy bracławski (1786), rotmistrz kawalerii koronnej (1786–1789).
- Michał Czetwertyński-Światopełk (1741–1796) – rotmistrz Kawalerii Narodowej, fligeladiutant królewski (1768), starosta tuszyński i żytomierski.
- Janusz Czetwertyński-Światopełk (1743–1813) – kasztelan czernichowski, szambelan królewski (1764), pułkownik powiatu zwinogrodzkiego w konfederacji barskiej (1768).
- Antoni Jan Czetwertyński-Światopełk (1744–1830) – generał adiutant, ostatni kasztelan bracławski, szambelan królewski (1771).
- Felicjan Czetwertyński-Światopełk (ur. ok. 1745, zm. po 1796) – kasztelan czernihowski (1792), rotmistrz KN, szambelan królewski (1775), przeciwnik Konstytucji 3 maja.
- Antoni Czetwertyński-Światopełk (1748–1794) – kasztelan przemyski (1790), poseł bracławski (1773) na Sejm Rozbiorowy 1773–1775, opozycjonista rozbiorowy.
- Aleksander Czetwertyński-Światopełk (zm. 1769) – podkomorzy bracławski, podsędek bracławski, pułkownik wojsk koronnych, poseł na sejmy, starosta pułtowiecki.
- Dymitr Czetwertyński-Światopełk (1777–1859) – marszałek powiatu zasławskiego, chorąży, prezes Izby Celnej.
- Władysław Czetwertyński (zm. 1784) – szambelan królewski (1766), starosta utajkowski.
- Włodzimierz Czetwertyński-Światopełk (1837–1918) – spiskowiec, uczestnik powstania styczniowego, zesłaniec.
- Janina Czetwertyńska-Światopełk (1840–1865) – kompozytorka i śpiewaczka, działaczka narodowościowa.
- Seweryn Czetwertyński-Światopełk (1873–1945) – polityk narodowy okresu II RP, wicemarszałek Sejmu, właściciel m.in. Hotelu Europejskiego w Warszawie.
- Maria Czetwertyńska-Światopełk (1880–1965) – major AK, pierwsza Polka odznaczona medalem Florence Nightingale.

## Dwory i pałace

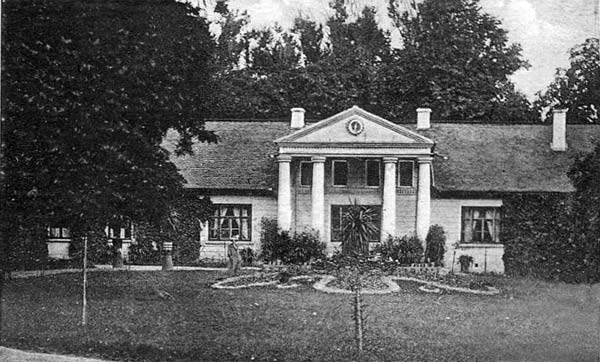
Dwór w Skidelu (nie istnieje)
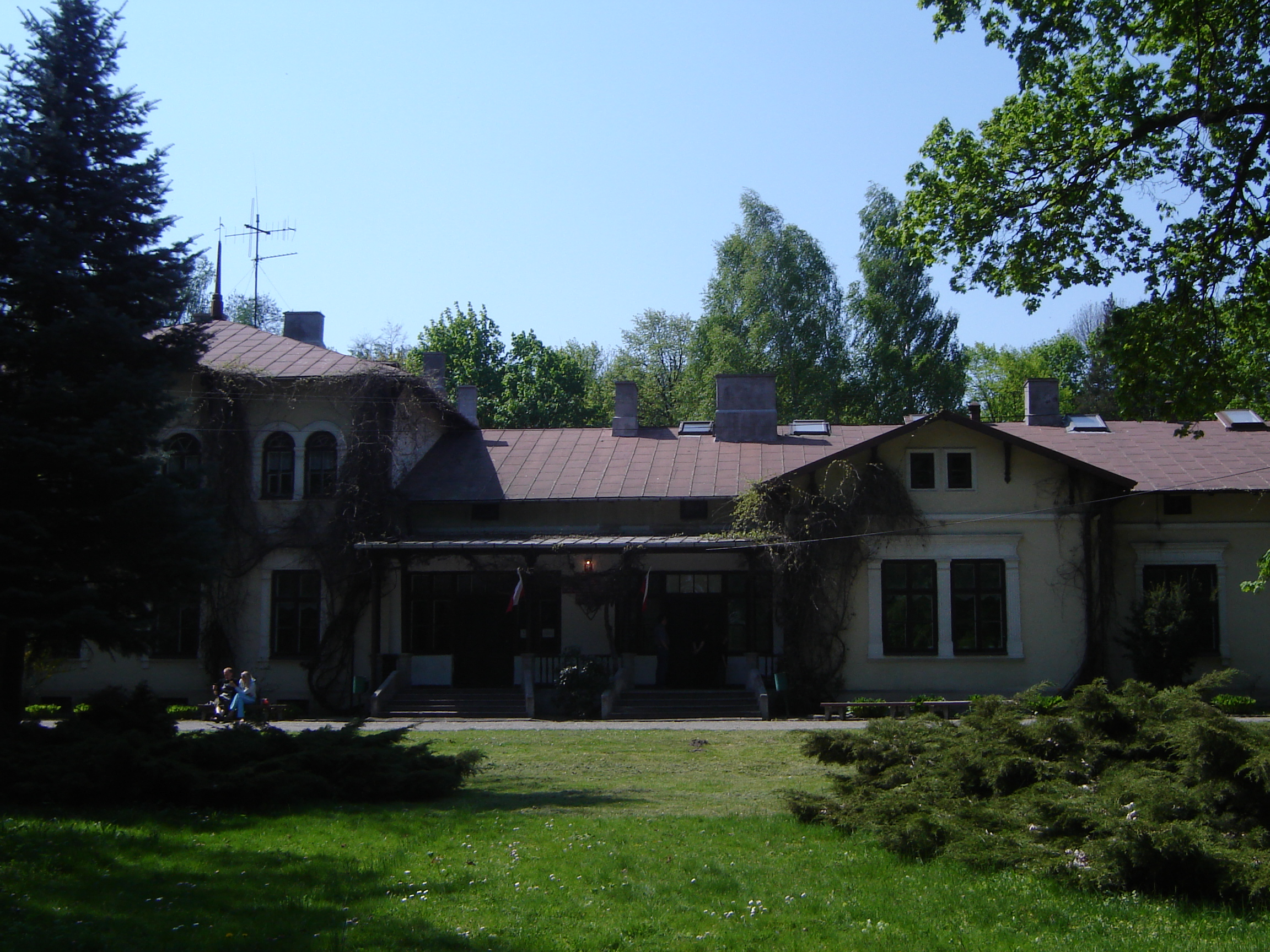
Dwór w Milanowie[a]
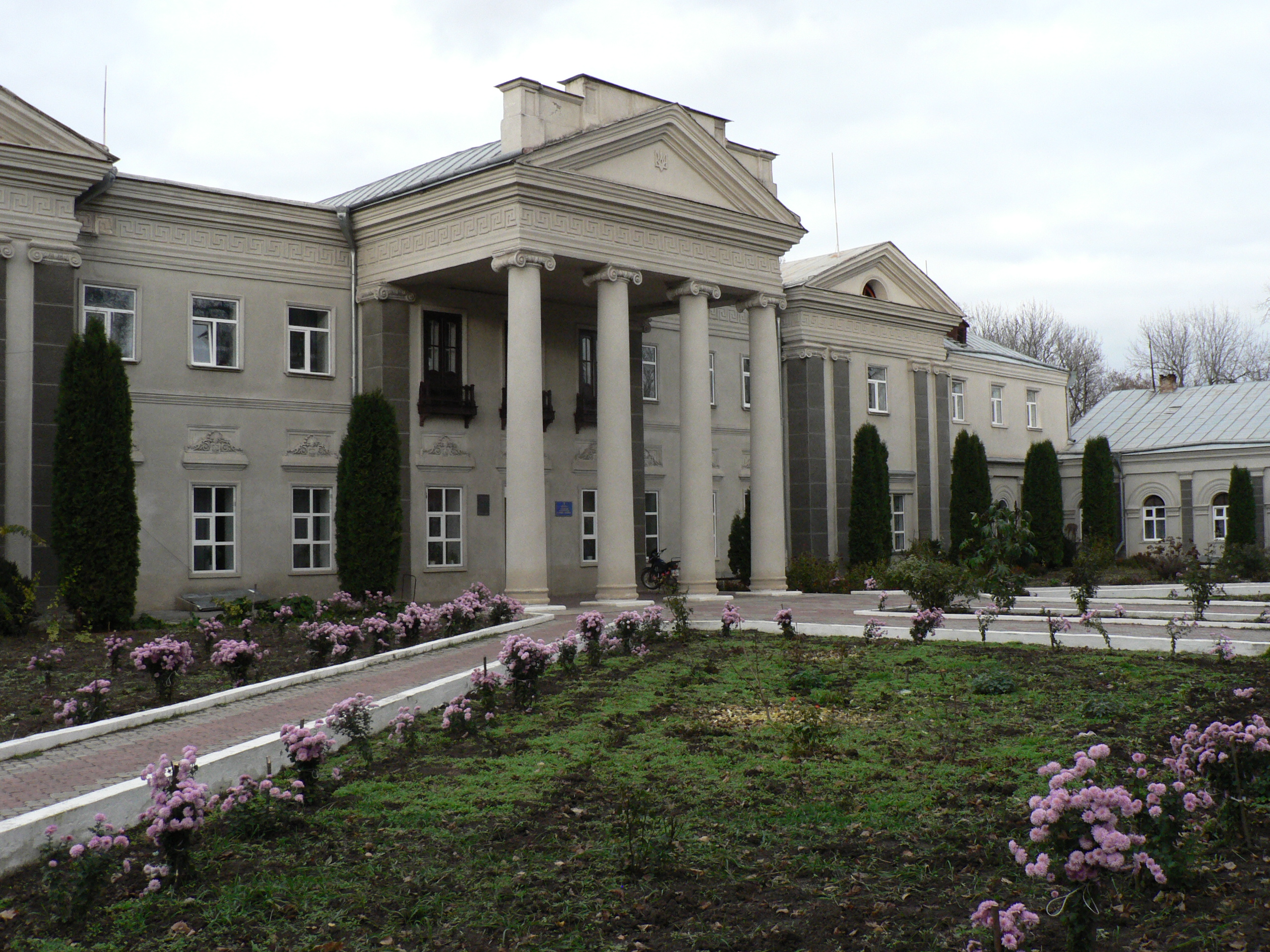
Pałac w Antopolu
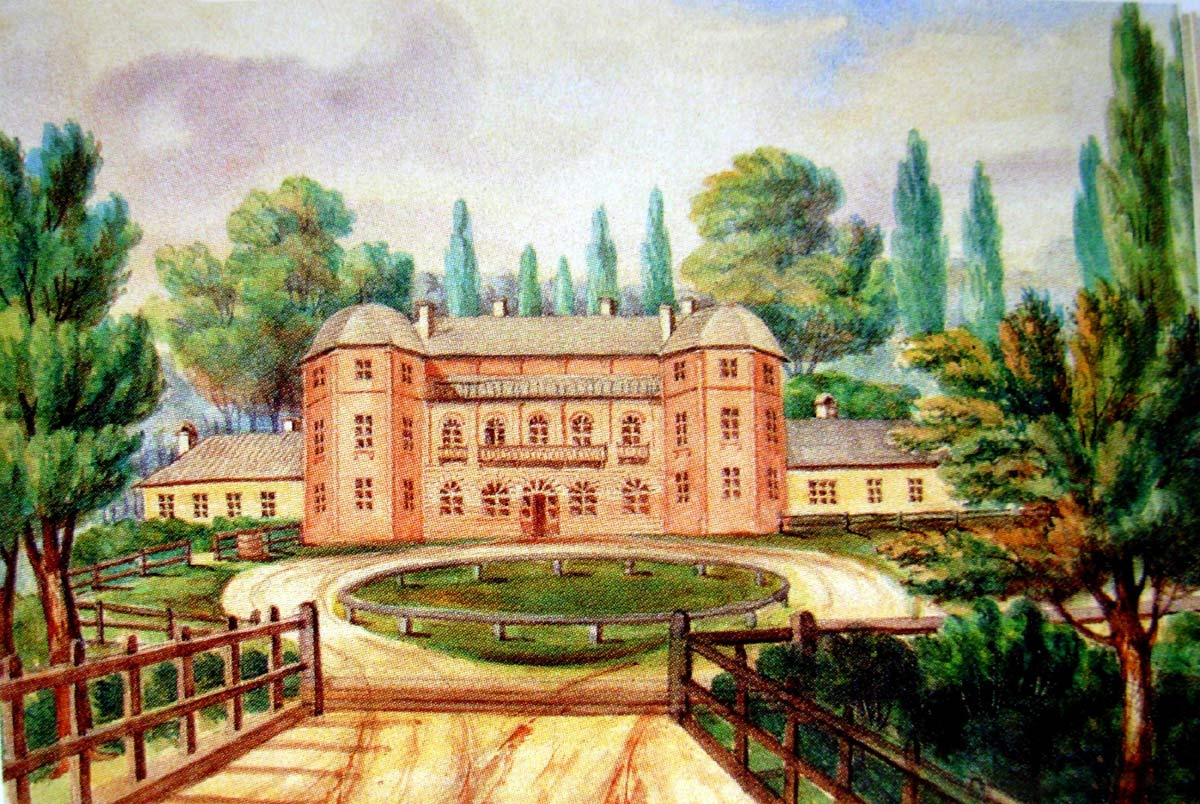
Pałac w Grodnie
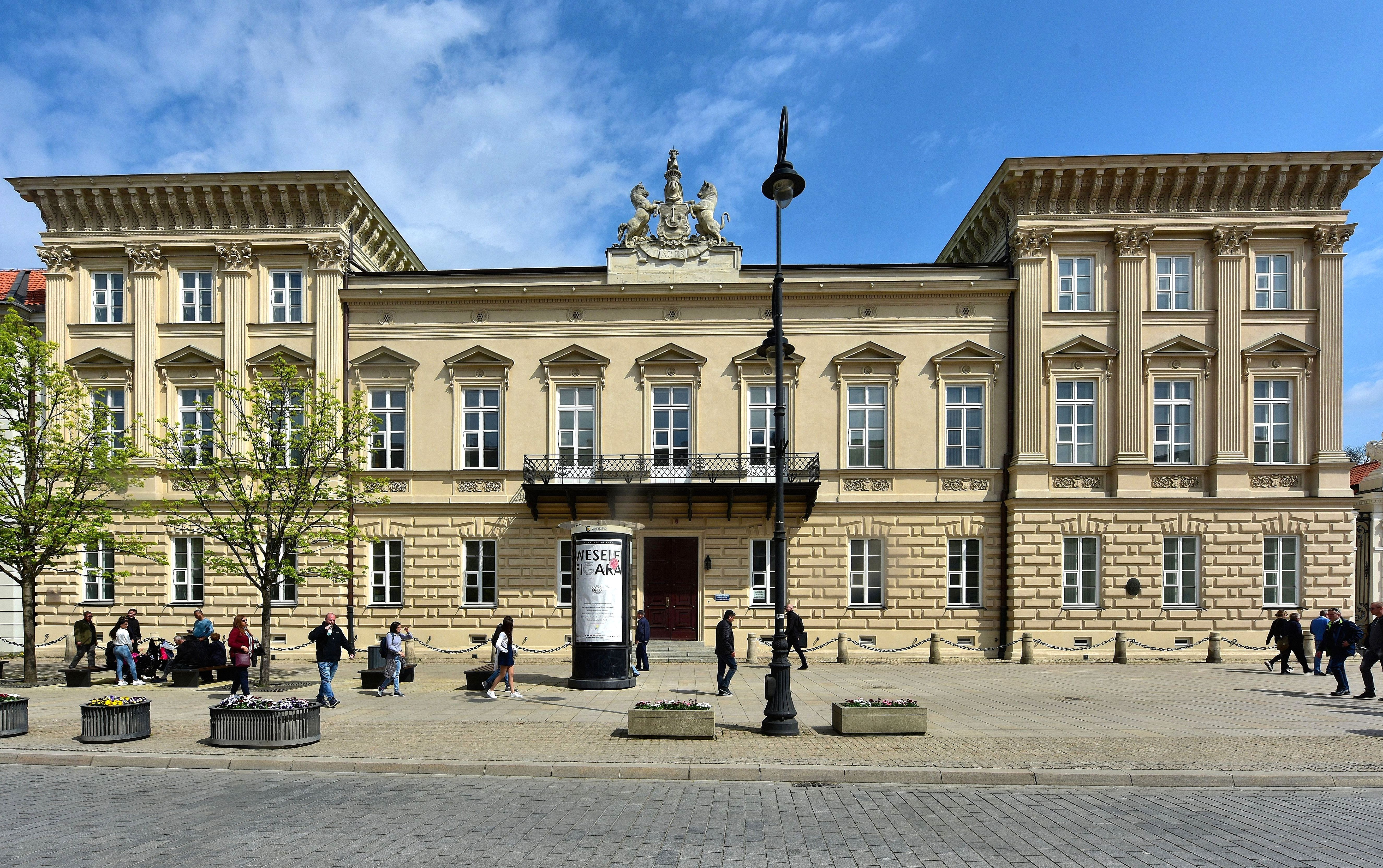
Pałac w Warszawie
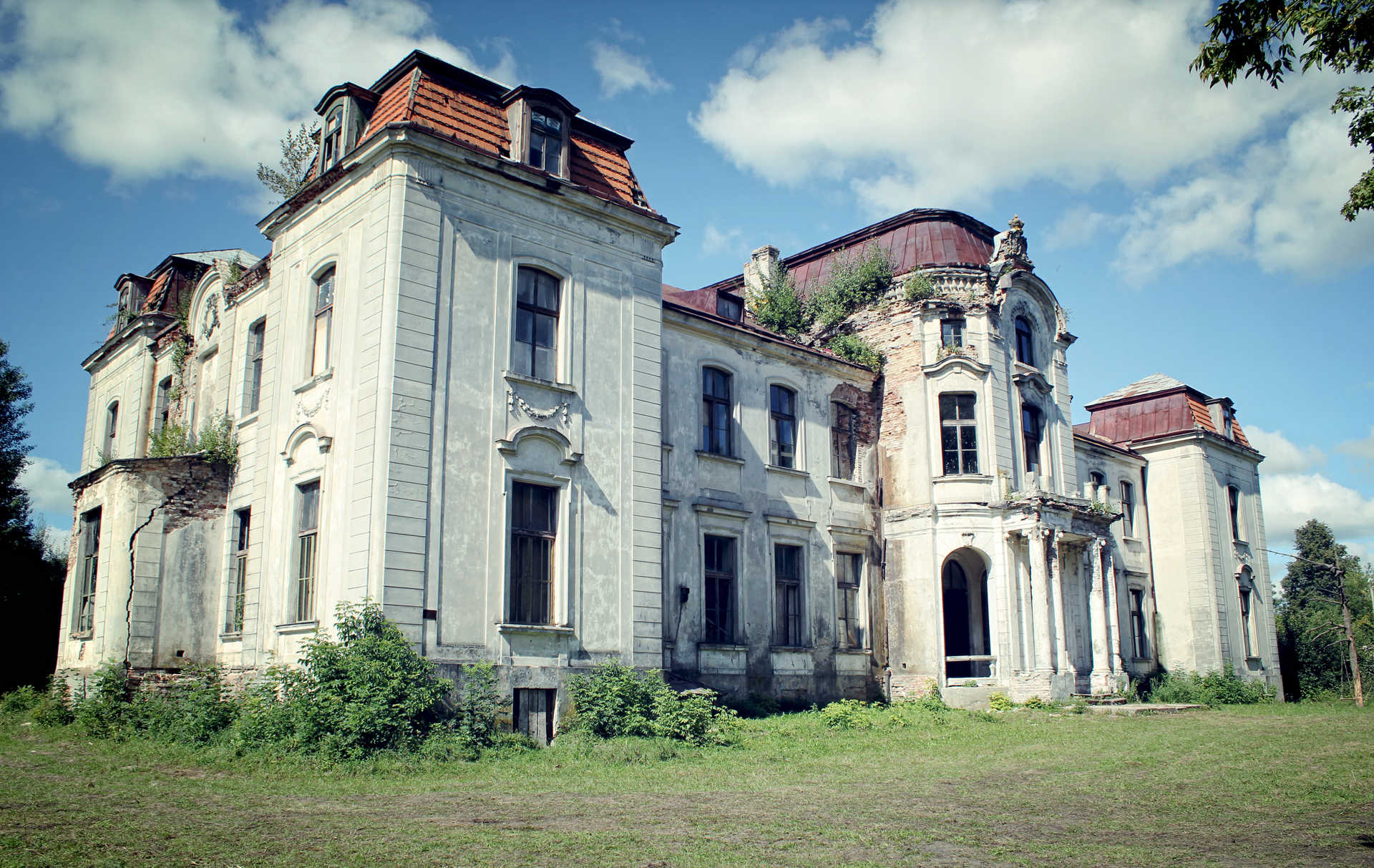
Pałac w Żołudku

Inne
- Pałac w Annopolu[b]
- Pałac w Płosce[c]
- Pałac w Suchowoli[d]
- Zamek w Nowej Czetwertni